# Storebrand
 (mars 2017).
Si vous disposez d'ouvrages ou d'articles de référence ou si vous connaissez des sites web de qualité traitant du thème abordé ici, merci de compléter l'article en donnant les références utiles à sa vérifiabilité et en les liant à la section « Notes et références ».
Storebrand est une société de services financiers en Norvège. En volume, les principales activités de l'entreprise sont liées à l'assurance-vie. Cependant, la société a également des divisions importantes travaillant sur les produits d'investissement et la banque. Grâce à l'acquisition de SPP, filiale suédoise de Handelsbanken en 2007, Storebrand a gagné une part de marché en Suède dans l'assurance-vie.
Le siège de la société est situé à Lysaker, dans la municipalité de Bærum, juste à l'extérieur d'Oslo, en Norvège.
Storebrand est une société cotée à la bourse d'Oslo. Le PDG de la société est Odd Arild Grefstad.
Storebrand publie un rapport annuel pour les entreprises engagées dans des investissements socialement responsables.

## Histoire
L'histoire de l'assurance en Norvège remonte à 1767 lors de la formation de Den almindelige Brand-Forsikrings-Anstalt à Copenhague. À la suite de la séparation de la Norvège et du Danemark, la partie norvégienne du système d'assurances est transféée à Christiania (Oslo). Elle est renommée Den Almindelige Brandforsikrings-Indretning for Bygninger et placée sous la supervision du ministère norvégien des finances. En 1913, elle adopte le nom de Norges Brannkasse. À partir de 1984, elle entre dans un partenariat avec la mutuelle Norske Folk sous la marque UNI Forsikring. Cet ensemble fusionne avec Storebrand en 1991.
Le 4 mai 1847 des investisseurs privés fondent la Christiania almindelige Brandforsikrings-Selskab for Varer og Effecter (Société d'assurance incendie universelle de Christiana pour les marchandises et les biens). Elle adopte le nom commercial de Storebrand.  
En 1982, Storebrand a fusionné avec la compagnie d'assurance Norden, pour former le groupe Storebrand-Norden. La société a changé son nom en Storebrand en 1986.
En 1991, Storebrand a fusionné avec UNI Forsikring, pour devenir UNI Storebrand. En 1992, UNI Storebrand tente en vain d'acquérir Skandia, avec la société danoise Hafnia et la société finlandaise Pohjola, pour former une grande compagnie d'assurance nordique sous la direction norvégienne. À la suite de cet échec UNI Storebrand subit une crise boursière et le gouvernement prend le contrôle l'entreprise. En 1993, la société a réussi à restructurer sa dette et coté à la bourse d'Oslo.
En 1996, la société change de nom pour Storebrand ASA et obtient une concession gouvernementale pour exploiter des services bancaires par l'entremise de sa filiale Storebrand Bank.
L'année suivante, les tentatives de fusion avec Christiania Bank og Kreditkasse, qui fait maintenant partie de Nordea, ont échoué car Storebrand n'a pas atteint la majorité nécessaire ⅔ de ses actionnaires en faveur de la fusion. Seulement 63,38 % des actionnaires ont voté pour.
En 1999, Storebrand a fusionné sa division d'assurance dommage avec des filiales similaires de Skandia et de Pohjola pour former If P&C Insurance, dans laquelle Storebrand conserva une participation de 33 %. Les actions ont ensuite été vendues et Storebrand a développé une filiale spécialisée dans l'assurance dommage.